# Nodozana albula
Nodozana albula är en fjärilsart som beskrevs av Dyar 1914. Nodozana albula ingår i släktet Nodozana och familjen björnspinnare. Inga underarter finns listade i Catalogue of Life.